# Operación Fangio
Operación Fangio  es una película de Argentina filmada en colores dirigida por Alberto Lecchi sobre el guion de Claudia Furiati, Claudio Pustelnik y Manuel Pérez Paredes que se estrenó el 16 de marzo de 2000 y que tuvo como protagonistas a Darío Grandinetti, Laura Ramos, Ernesto Tapia, Fernando Guillén, Arturo Maly y Gustavo Salmeron.

## Sinopsis
En 1958, miembros del Movimiento Revolucionario 26 de Julio, liderado por Fidel Castro secuestran con fines propagandísticos al quintúple campeón mundial de automovilismo Juan Manuel Fangio que había viajado a Cuba para participar en el Gran Premio de Fórmula 1, impidiéndole hacerlo.

## Reparto
- Darío Grandinetti…Juan Manuel Fangio
- Laura Ramos ...Pilar Toledo
- Ernesto Tapia…Julián
- Fernando Guillén…Giambioni
- Arturo Maly…Embajador Quintana
- Gustavo Salmeron…Sánchez Plaza
- Néstor Jiménez ...Carrasco
- Carlos Acosta-Milian…Ingeniero
- Hilario Peña…Aguilera
- Oscar Bringas…Daniel
- Hiram Vega…Emilio
- Diego Álvarez… Luis
- Osvaldo Doimeadios…Evelio
- Glemmys Rodríguez…Lázaro
- Adrián Pellegrini…Vitico
- Enrique Quiñones…Rubén
- Susana Pérez…Ana
- Serafín García…Batista
- Samuel Claxton…Padre de Rubén
- Elvira Cervera…Abuela de Rubén
- Jorge Martínez…Sandoval

## Comentarios
La Prensa escribió:

«Tiene un lenguaje cinematográfico directo y está prolijamente contada, aunque carece de tensión dramática…Adhiere hasta en sus mínimos detalles al régimen castrista y muestra una Cuba for export.»

Adolfo C. Martínez en La Nación opinó:

«Ágil y entretenido.»

Frank Padrón en Trabajadores (La Habana) escribió:

«…el tema… se deshilacha entre una torpe hilvanación de motivos y una narración bien pedestre, que se appya del modo más maniqueo en una música pletórica de lugares comunes, más deficiente que la que acompaña cualquier episodio televisual del género.»

Santiago García en El Amante del Cine opinó:

«Un film que no tiene otra pretensión que la de contar la historia que ella misma reconstruye… Lo gracioso es que esa ausencia de pretensiones la convierte en la mejor película de Lecchi.»